# Hajdúvid
Koordináták: é. sz. 47° 45′ 01″, k. h. 21° 30′ 09″47.750278°N 21.502500°E
Hajdúvid Hajdúböszörményhez tartozó, egykor (1978-ig) önálló település Hajdú-Bihar vármegye északi részén.

## Fekvése
Hajdúböszörmény központja és Hajdúdorog között majdnem pontosan félúton fekszik, a két várost összekötő 3502-es út és a Debrecen–Tiszalök-vasútvonal mellett, azok nyugati oldalán. Főutcája a 3502-esből kiágazó 35 101-es számú mellékút, s egy vasúti megállója is van (a Debrecen–Tiszalök-vasútvonalon), a két út szétágazásának északi oldalán, közvetlenül a belterület keleti széle mellett. Hajdúhadházzal a 3506-os út köti össze.

## Története

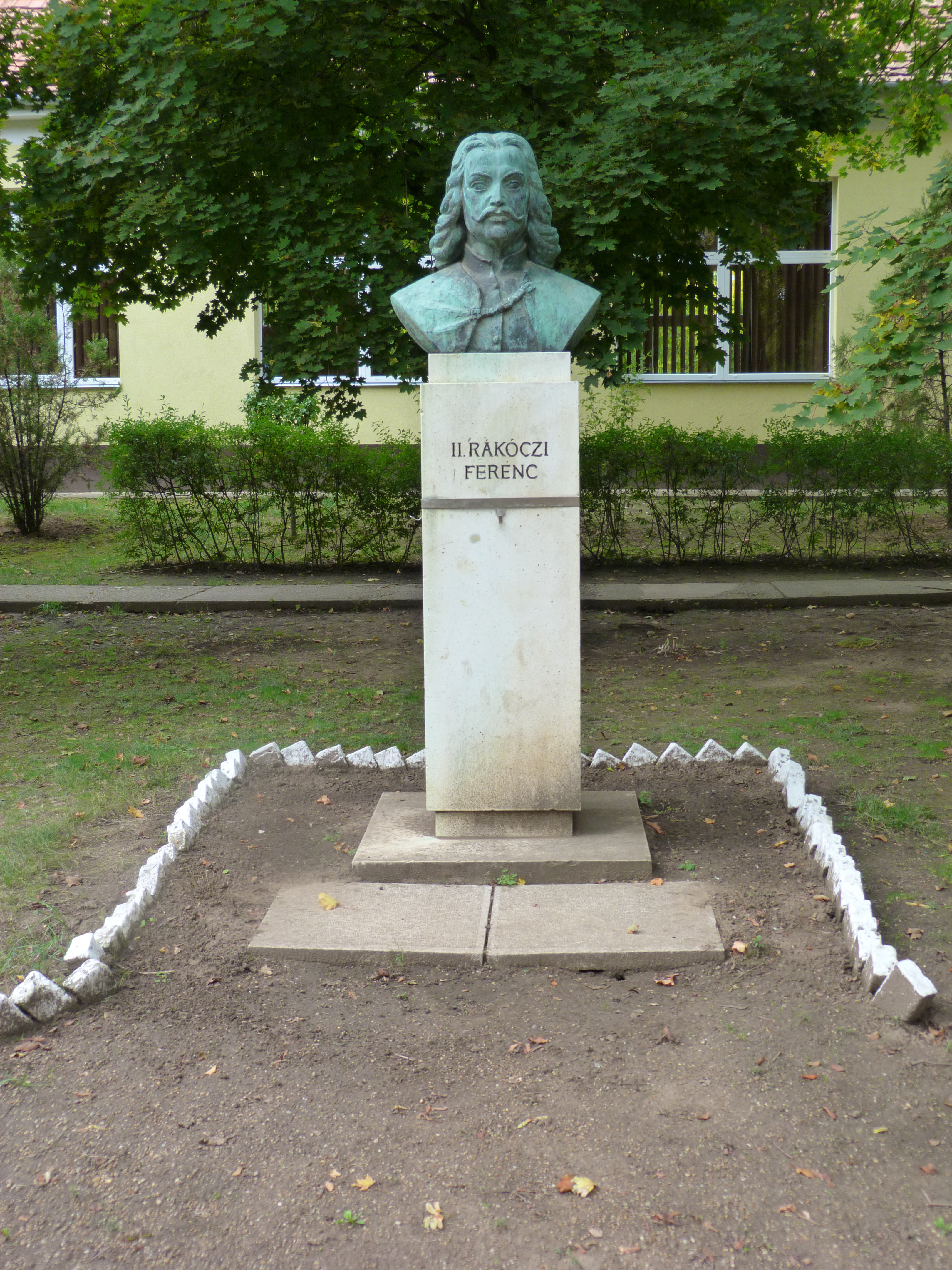
II. Rákóczi Ferenc mellszobra

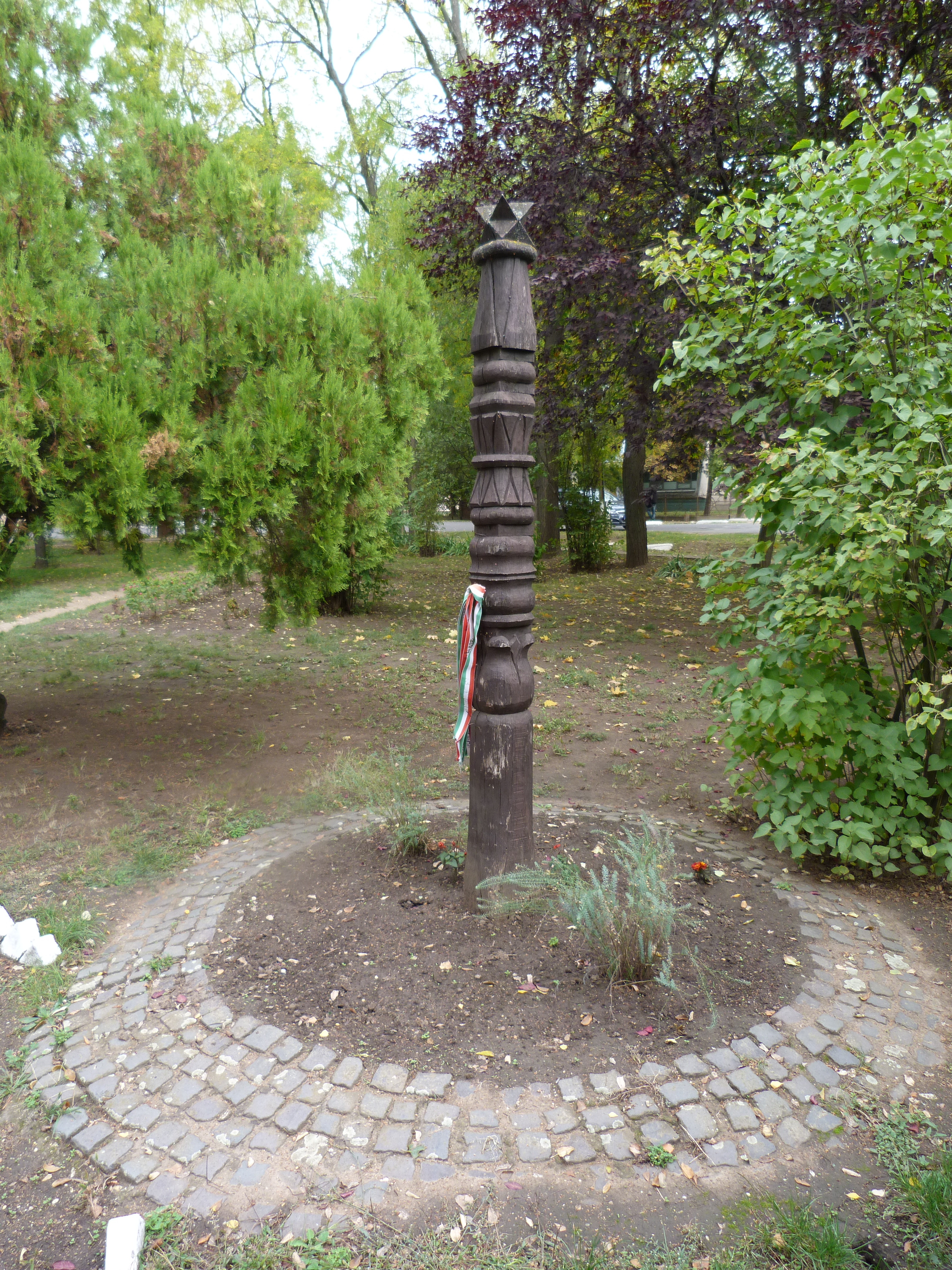
Trianon emlékmű

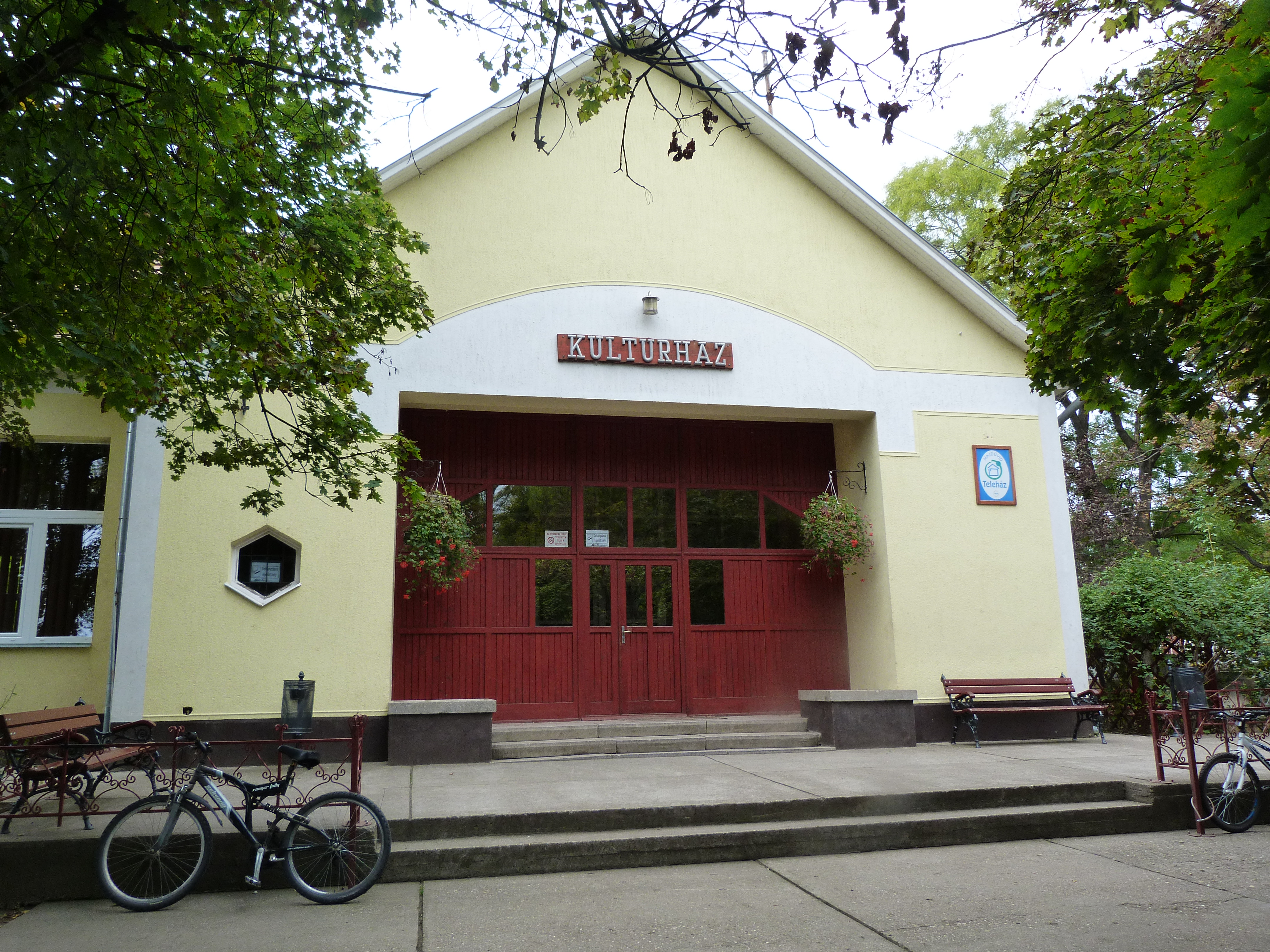
Kultúrház

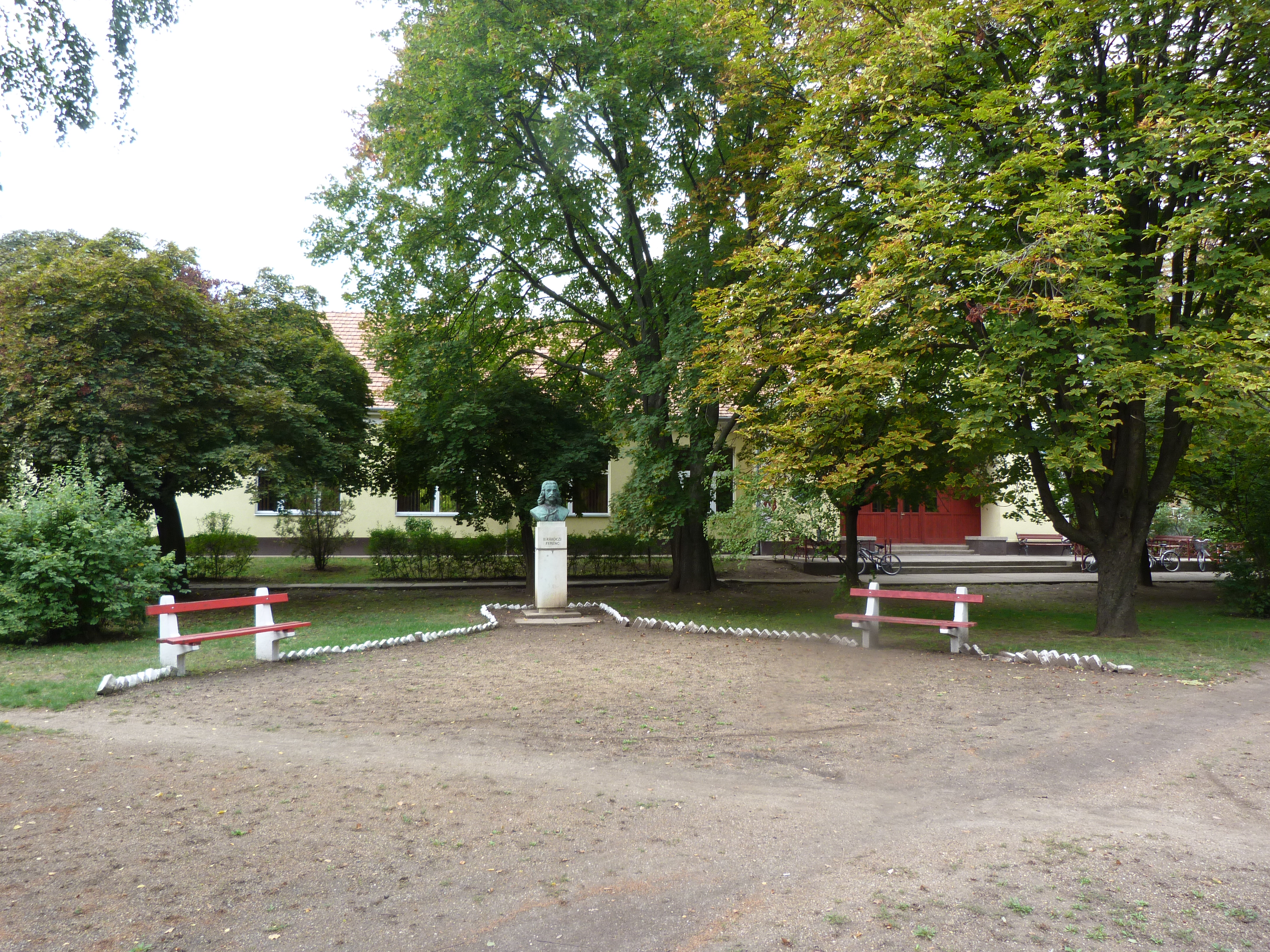
Park

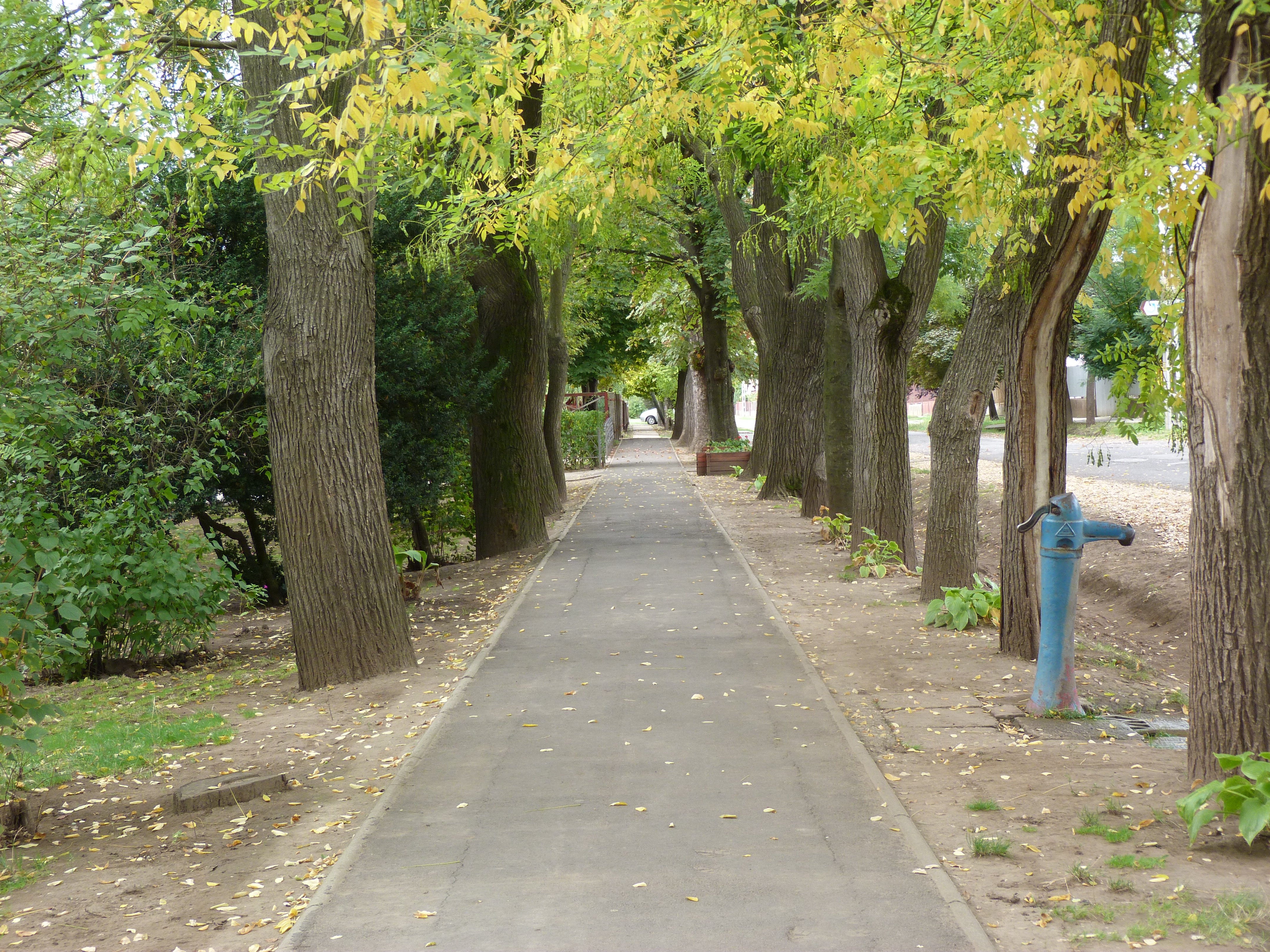
Fasor

Vidről az első írásos emlék 1313-ból származik, jelentős falu volt a középkor folyamán. A tizenöt éves háború során 1594-ben teljesen elpusztult, és a 17. század háborús pusztításainak következtében nem is települt újjá.
1605-ben egyike volt a Bocskai István erdélyi fejedelem által a hajdúk letelepítésére kijelölt és szabadságokkal felruházott első hajdúvárosoknak, de ténylegesen nem települt be. Ehelyett területét pusztaként a Hajdú kerülethez tartozó Hajdúböszörmény, Hajdúdorog, Hajdúhadház és Hajdúnánás használta megosztva, majd az 1870-es években az új községi törvény alapján e települések között osztották fel.
A puszta teljesen nem volt néptelen, sőt a 19. században és a 20. század első felében egyre gyarapodott a népessége.
A település 1952-ben önálló községgé alakult az erre alkalmas tanyaközpontokat faluvá fejlesztő politikai programnak köszönhetően.
Hajdúvid tipikus szocialista falu, egy lakásépítő iroda tervezte és építette. A település lakói mezőgazdaságból éltek, fő termékeik a baromfi, a búza és a kukorica voltak. Később egy baromfifeldolgozó üzem is települt a községbe, ami a 90-es években bezárt, de mára ismét folyik a munka.
1978 végén, 27 évnyi önállóság után Hajdúböszörményhez csatolták, ahova ma is tartozik.
- 1950. A falu helyét kijelölik. Új kéttantermes iskola és tejcsarnok épül.
- 1951. Az első betelepülő Balogh Márton.
- 1952-től hét termelő szövetkezet működik a falu körül: Kinizsi 1952-1966. Petőfi 1952-1966. Újélet 1952-1966. Bocskai *1952-1958. Rákóczi 1956-1971. Búzakalász 1957-1958. Előre 1957.
- 1954. Megalakul az úttörőcsapat. Aggregátoros mozi kezdi működését az ocskaiskolában.
- 1955. Bevezetik a villanyt, a házak 95%-ba be is kötik.
- 1957. 40x40-es betonlapokból járdát építenek. 5000 db facsemetét kap a falu parkhoz, utcákra stb.
- 1958. Megépül a nagybolt, a kocsma. Piacot alakítanak ki, és megindul a csorda.
- 1960. Megépül a pártház.
- 1961. Újabb kéttantermes iskola épül.
- 1961-1962. Kultúrház épül II. Rákóczi Ferenc Művelődési Otthon néven.
- 1964. Felavatják II. Rákóczi Ferenc mellszobrát a parkban és megkezdik a kövesút építését.
- 1967. A Rákóczi Tsz. engedélyt kap egy mélyfúrású kútra.
- 1969. Megépül a tűzoltószertár és a falu határában a dögkamra és zsizsiktelenítő.
- 1970. Orvosi rendelő épül.
- 1971. Négyintézményes szolgáltatóház épül.
- 1972. Húsbolt és presszó épül egy épületben.
- 1973. Hajdúsági Kév Bt. Baromfifeldolgozó indul. 1988-ban az üzem új szociális épületet kap. 1993-ban Hajdú Bét. Rt. néven fut. 1997.dec. 31. megszűnik a termelés. 2002-ben új tulajdonosa lett, telephelynek használja. 2007-ben gazdát cserél, 2008-ban Hungavid Kft néven víziszárnyas-feldolgozóként újra indul. 2012-ben Toll 96 Kft. néven folytatódik a baromfi-feldolgozás.
- 1975. Átadják az óvodát, a vasútállomást közelebb hozzák a faluhoz, bővítik a kövesút hálózatot.
- 1979. Hajdúvidet közigazgatásilag Hajdúböszörményhez csatolják.
- 1984. A faluban a buszmegállót áthelyezik és fedett buszvárót alakítanak ki.
- 1992. Tovább bővül a kövesút hálózat.
- 1993. Felavatják a szabadság kopjafáját.
- 1996. Vezetékes gázhálózat épül.
- 1998. Megalakul a Vidi-Ér Vidért Közhasznú Egyesület.
- 2000. Felavatják a haranglábat, átadják a játszóteret.
- 2001. Első fogathajtó verseny megrendezése.
- 2002. Megjelenik a falu első képeslapja.
- 2003. A Vidtelke utca folytatásában új telkeket osztanak ki, felállítják a víztornyot.
- 2006. Helytörténeti kiállítás a Művelődési Házban.
- 2007. Elkészül a szökőkút.
- 2008. Második képeslap Hajdúvid és Érolaszival közösen.
- 1999-2000-2001. Gyűjtés az árvízkárosultaknak.
- 2010. Gyűjtés a vörösiszap károsultjainak.

## Rendezvények
- Március 15-én az általános iskolások ünnepséget rendeznek.
- Március 8-án Nőnapi bált szoktak a nők rendezni.
- Húsvéti buli.
- Május 1-jén Majális.
- Gyereknap.
- Vid napja (falunap).
- Szüreti utcabál.
- Karácsonyi ünnepség, amit az iskolások rendeznek.
- Szilveszteri buli.
- Farsangi buli.
- Hagyományos disznóölés.

## Intézmények, infrastruktúra
A településen régóta működött tanyasi iskola, amit az 50-es években először 8-as, majd Hunyadi János Általános Iskolának hívtak, amihez óvoda is tartozott. Mára az iskola felső tagozatát Hajdúböszörménybe helyezték át, és tagintézménnyé vált. Az óvodát Csillagvárnak nevezik.
1955-ben minden 100-ból 95 házban már volt villany.
1961-ben művelődési otthonnal gazdagodott Hajdúvid. A művelődési házban ma már számítógépes terem működik.

## Népességszám
- 1910: több mint 1000
- 1941: mintegy 1400
- 1952: 1137
- 1967: 1486
- 1973: 975

## Kapcsolódó irodalom
- Janó Ákos: Hajdúvid. Egy szocialista falu kialakulása (1963, Debrecen)
- H. Fekete Péter: Vid Középkori Falu Története

## Külső hivatkozások
- hajduvid.eu[halott link] – Hajdúvid turisztikai portál
- Hajdúvid története Archiválva 2015. szeptember 13-i dátummal a Wayback Machine-ben